# Jean Rey (político)

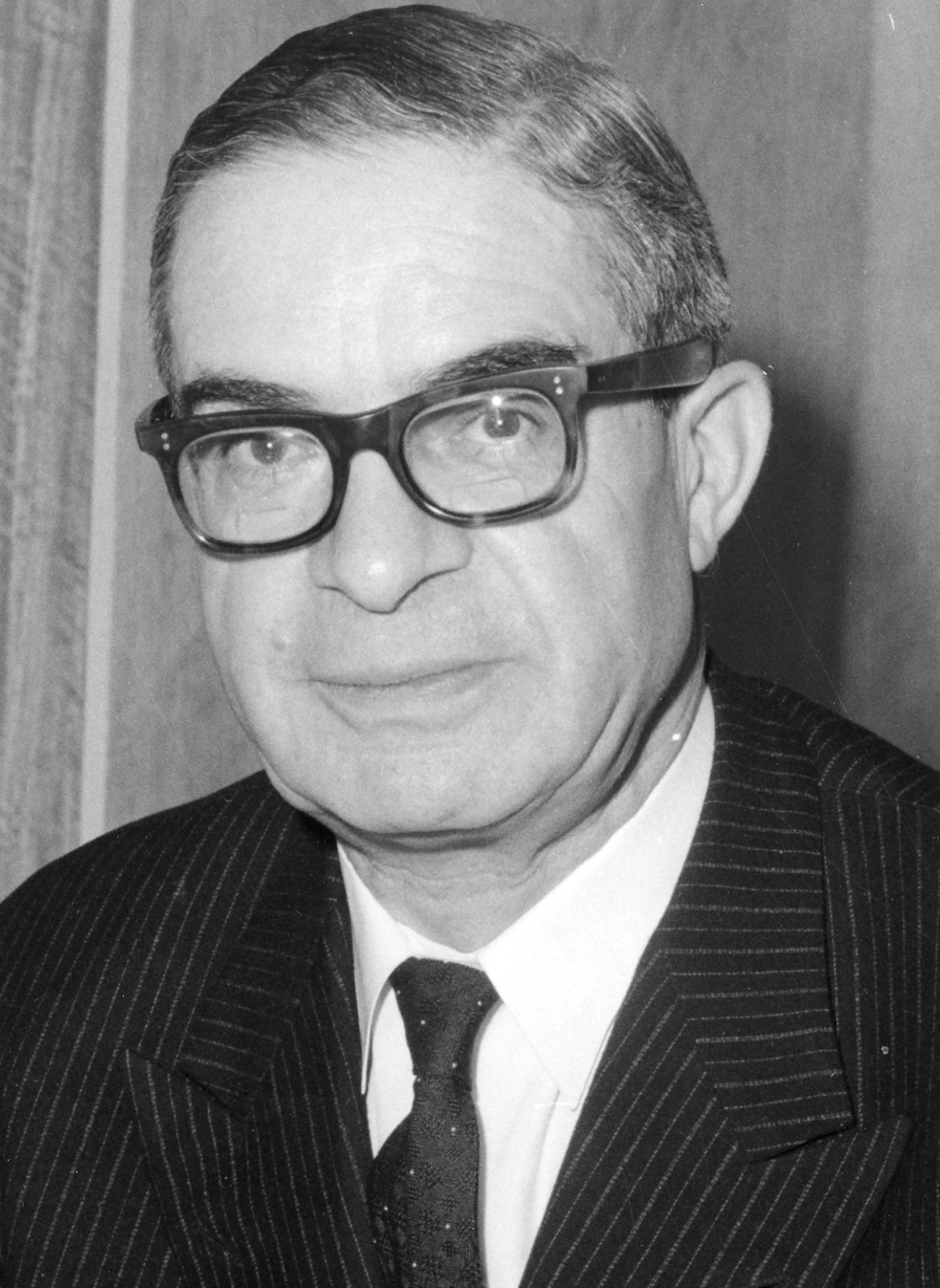
Rey en 1966

Jean Rey, (Lieja, 15 de julio de 1902 - Lieja, 19 de mayo de 1983) fue un político y abogado belga.
Inició su carrera política durante la Segunda Guerra Mundial. Una vez acabada, en 1947, anima al movimiento valón y se pronuncia a favor de crear un estado federal en Bélgica. Miembro destacado del partido liberal, llegó a ser ministro de economía entre 1954 y 1958.
En 1958 se integra en la Comisión de la recién creada Comunidad Económica Europea, presidida por Walter Hallstein, como vicepresidente. Tiene a su cargo en este periodo los asuntos exteriores. Al entrar en vigor el 1 de julio de 1967 el Tratado de Bruselas de 1965 de fusión de los ejecutivos de las tres Comunidades Europeas (CEE, CECA y Euratom), se convierte en su primer presidente. Su mandato terminó en 1970. A Walter Hallstein se le considera su predecesor puesto que la Comisión de la CEE era la más importante.
- Ministro de Economía de Bélgica (1954-1958)
- Presidente de la Comisión Europea (1967-1970)

| Predecesor: Walter Hallstein | Presidente de la Comisión Europea 1967 - 1970 | Sucesor: Franco Maria Malfatti |

- Datos: Q378289
- Multimedia: Jean Rey / Q378289